# Origmatogonidae
Origmatogonidae es una familia de milpiés. Sus 12 especies conocidas se distribuyen por el Paleártico (Europa occidental y Magreb).

## Géneros
Se reconocen los siguientes:
- Alavasoma Mauriès & Vicente, 1977
- Origmatogona Ribaut, 1913
- Vascosoma Mauriès, 1966